# Fernette Peak
Il Fernette Peak, (in lingua inglese: Picco Fernette), è un picco roccioso antartico, alto 2700 m, che si innalza nella parte centromeridionale del Roberts Massif, nei Monti della Regina Maud, in Antartide. 
Il picco è stato mappato dall'United States Geological Survey (USGS) sulla base di rilevazioni e foto aeree scattate dalla U.S. Navy nel periodo 1960-64.
La denominazione è stata assegnata dall'Advisory Committee on Antarctic Names (US-ACAN) in onore di Gregory L. Fernette, assistente in Antartide dell'United States Antarctic Research Program (USARP) durante la stagione 1968-69.